# Abib z Edessy
Święty Abib z Edessy (znany także jako także Abibus z Edessy, zm. 322) – diakon i męczennik, święty katolicki.
Pochodził z Edessy. Gdy w 306 wybuchły prześladowania chrześcijan, Abib uratował się od męczeństwa. Jednakże w 322, za czasów cesarza Licyniusza wezwany został do złożenia ofiary bogom. Odmówił, skutkiem czego poniósł śmierć. Na rozkaz namiestnika Lyzaniasza jego ciało wrzucono do ognia, rozszarpując je wcześniej żelaznymi pazurami.

## Ikonografia
Przedstawiany jest w dalmatyce jego atrybut to płonący stos. 